# Планета Кіно (кінотеатр, Львів (King Cross))
Планета кіно — найбільший кінотеатр Львова та Західної України, що діє в торгово-розважальному центрі «King Cross Leopolis» на виїзді зі Львова, адміністративно — в селі Сокільники Пустомитівського району за адресою вулиця Стрийська, 30. Є власністю компанії «Тріумф Медіа Груп». Кінотеатр відкритий 16 грудня 2010 року.
Має 7 залів:
- головний зал з технологією IMAX 3D на 374 місця — третій в Україні, обладнаний технологією IMAX
- два зали з технологією Dolby 3D на 280 місць та 144 місця
- зал з технологією Dolby Digital Cinema на 184 місця
- три зали з 35 м екранами на 271, 132 і 132 місця

Загалом, кінотеатр може прийняти 1600 глядачів одночасно. Вартість квитків — від 40 до 100 гривень (80-150 IMAX). Щовівторка відбувається день глядача — ціни на усі сеанси суттєво знижуються.
Сьогодні «Планета кіно» — найбільший та найсучасніший кінотеатр Західної України